# アニメージュTV
『アニメージュTV』（アニメージュ ティーヴィー）は、徳間書店が制作していたアニメ関連の情報番組。

## 概要
アニメ雑誌の月刊『アニメージュ』のテレビ版として、徳間書店が出資していたDirecTVの無料チャンネル「YOKOHAMAベイサイドTV」とテレビ神奈川のサイマル放送として、1999年4月から放送スタート。のちにテレビ埼玉、キッズステーションでも放送が始まった。
パーソナリティは声優の山本麻里安で、アニメ・ゲームの紹介や、スタジオに招かれたゲストとのトークなどを放送していた。
第1回は徳間グループの映画会社・大映製作の平成ガメラシリーズの特集であり、また当時徳間書店の一事業部となっていたスタジオジブリの作品がしばしば特集されるなど、同社グループのプロモーション色が濃い番組だったが、他社作品も多く取り上げられた。
2000年に徳間書店が番組制作から撤退することとなり、同年9月に放送終了した。パーソナリティを含め、番組のスタイルは『アニメTV』に引き継がれた。
その後、アニメージュではCS放送局・ファミリー劇場にて『月刊アニメージュTV』の放送を開始した。

## 月刊アニメージュTV
月刊アニメージュTV（げっかん アニメージュ ティーヴィー）は、徳間書店発行のアニメ雑誌、月刊『アニメージュ』編集部と提携のアニメ関連の情報番組。CS放送のファミリー劇場にて、2009年6月まで月1回更新で放映されていた。本項では「アニメ 問わず語り」についても説明する。
ナビゲーターは声優の石田彰と小島幸子が務めた。
毎回、「アニメージュ」プロデューサー（元編集長）の大野修一が出演。アニメージュ最新刊を紹介。
『アニメージュ』本誌の内容紹介、毎月のアニメ最新情報、人気声優のインタビュー、ファミリー劇場にて放映のアニメ作品の紹介、業界人のショートドキュメンタリーなどを放送していた。
過去に、富野由悠季、押井守、石川光久、小林七郎など業界の著名人が出演したことがある。

### アニメ 問わず語り
アニメ 問わず語り（ - とわずがたり）は、月刊『アニメージュ』の連載コーナー。またはファミリー劇場で放送されていたミニ番組。各界の著名人が、特に思い入れのあるアニメ作品や、アニメにまつわるエピソードについて熱く語る。放送時間枠が5分と短いため、フェードアウトして終了した回もあり、フィラーとして放送されることもあった。出演者は毎月第3木曜日に更新された。2010年4月に終了。
題字は、第1回に出演した立川談志。

#### 出演者
- 第1回（2009年6月） 立川談志（落語家）
- 第2回（2009年7月） 石破茂（農林水産大臣：第49代、放送当時）
- 第3回（2009年8月） 大林宣彦（映画監督）
- 第4回（2009年9月） 堀江貴文（実業家）
- 第5回（2009年10月） 畑正憲（作家）
- 第6回（2009年11月） 落合福嗣（中日ドラゴンズ監督 落合博満の長男）
- 第7回、第8回（2009年12月） 仲本工事、高木ブー（タレント、「ザ・ドリフターズ」のメンバー）
- 第9回（2010年1月） 内田裕也（ミュージシャン、俳優）
- 第10回（2010年2月） 田原総一朗（ジャーナリスト）
- 第11回（2010年3月） 荒木経惟（写真家）